# London Outer Orbital Path

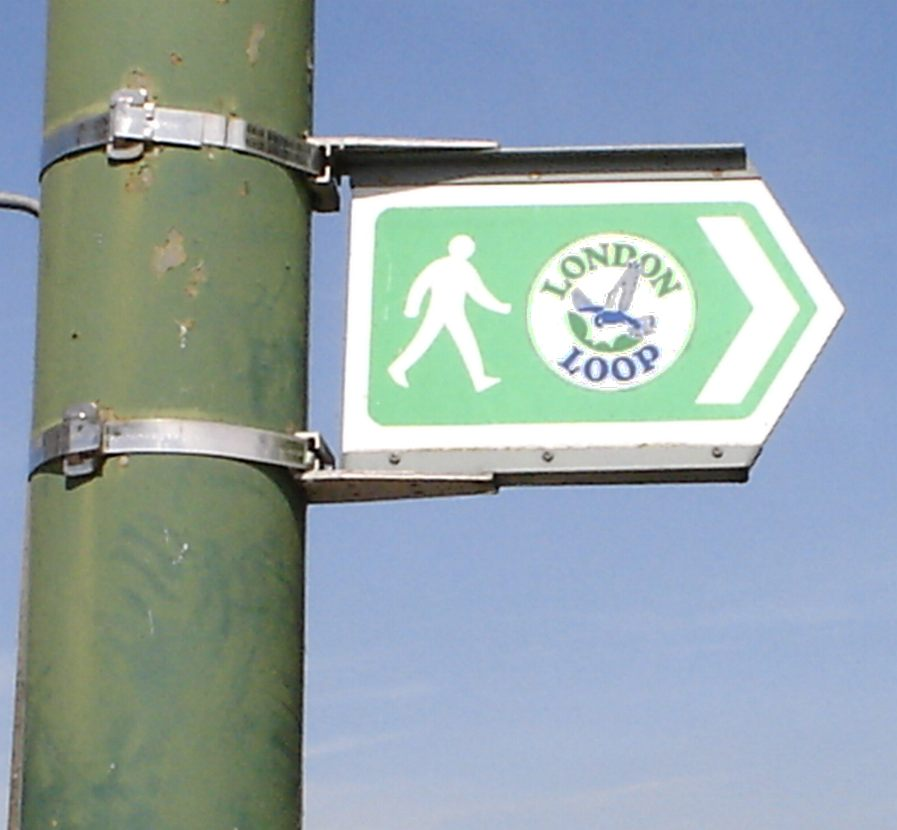
Logo London LOOP

London Outer Orbital Path, często nazywany "London LOOP" to 240 kilometrowy, oznakowany szlak turystyczny wokół Zewnętrznego Londynu, Anglia, opisywany jako "M25 dla pieszych" (która to autostrada również obiega Londyn). Spacer rozpoczyna się w Erith na południowym brzegu Tamizy i biegnie w kierunku zgodnym z ruchem wskazówek zegara przez Crayford, Petts Wood, Coulsdon, Banstead, Ewell, Kingston-upon-Thames, Uxbridge, Elstree, Cockfosters, Chingford, Chigwell, Grange Hill i Upminster Bridge, kończąc w Purfleet, prawie naprzeciw punktu startowego po drugiej stronie Tamizy. Między tymi miejscowościami trasa prowadzi przez zielone bufory i niektóre z najwyższych punktów wielkiego Londynu.